# Шан Пин
Шан «Эрик» Пин (кит. упр. 尚平; родился 23 декабря 1984 года в Харбине) — китайский профессиональный баскетболист, выступавший на позиции тяжёлого форварда и центрового. Прозвище — Зверь (англ. The Beast) В сезоне 2013-2014 выступал за греческий «Панатинаикос» и стал первым китайским баскетболистом, дебютировавшим за европейский клуб на высшем уровне.

## Колледж
Шан Пин учился в Колледже Эвондэйл в Окленде, Новая Зеландия, здесь же начал заниматься баскетболом, с 2005 по 2007 год выступал за центральный колледж штата Иллинойс (США), с 2007 по 2008 год выступал за Университет Небраска-Линкольн, с 2008 по 2009 — за университет Эмпории (Канзас).

## Карьера
Профессиональная карьера Шана началась в клубе китайской баскетбольной ассоциации «Бэйцзин Дакс» в 2009 году. В 2010 году он перешёл в клуб «Шаньси Чжунъюй», а в 2012 году присоединился к «Циндао Даблстар», где его одноклубником был Трэйси Макгрэди. В 2013 году перешёл в клуб чемпионата Греции «Панатинаикос».